# Horam
Horam est une paroisse civile et un village du Sussex de l'Est, en Angleterre.

## Histoire
Horam est un village qui s’est développé autour de la gare ferroviaire et était autrefois connu sous le nom de ‘Horeham’ ou ‘Horeham Road’. La gare, fermée en 1965 à la suite du plan Beeching, était à l’origine nommée ‘Horeham Road for Waldron’. En 1925, le village a changé son nom pour Horam, bien que la gare ait conservé l’appellation ‘Waldron and Horeham Road’ jusqu’en 1935.

## Gouvernance
Le conseil paroissial de Horam se compose de douze membres.

## Géographie
Le village de Horam se trouve sur la route A267 entre Tunbridge Wells et Eastbourne, au sud de Heathfield. La région est située sur les pentes du Weald, avec de nombreux ruisseaux formant des vallées, la principale étant celle de Waldron Ghyll.

## Transport
Horam est desservi par diverses lignes de bus de la compagnie Eastbourne Bus Company. L’ancienne ligne ferroviaire est maintenant le sentier Cuckoo Trail qui traverse le village.

## Religion
Le village est desservi par l’église Christ Church, qui se trouve dans Horebeech Lane. Le vicaire actuel est Peter-John Guy.

## Éducation
L’éducation primaire est assurée par l’école primaire de Maynards Green. St Mary’s School, Horam, est une école secondaire spéciale de jour et résidentielle, située à Maynards Green.

## Personnalités Notables
L’auteur et naturaliste Walter J.C. Murray a vécu à Horam et son livre ‘A Sanctuary Planted’ décrit la culture de son jardin sur Little London Road à Horam comme un sanctuaire privé pour la nature. Son livre ‘Copsford’ raconte une année passée dans une chaumière délabrée entre Furnace Lane et Dern Lane.

## Horam au Cinéma
Jack Brookman, un cinéaste amateur local qui vivait sur Vines Cross Road puis Tollwood Road à Horam, a réalisé plusieurs courts métrages documentant Horam, disponibles gratuitement sur YouTube.